# Очная ставка
Очная ставка — следственное действие, в ходе которого проводится одновременный допрос и дознание ранее допрошенных лиц при наличии в их показаниях существенных противоречий. Цель очной ставки — устранить эти противоречия и выяснить их причину.

## Очная ставка в Российской империи
На предварительном следствии очные ставки даются свидетелям в тех случаях, когда от разъяснения противоречий в их показаниях зависит дальнейшее направление следствия (ст. 452 Уст. уголовного судопроизводства). По военно-судебному уставу (ст. 499 и 500) очные ставки могли проводиться, когда это представлялось необходимым; закон не допускал очные ставки между начальниками и подчинёнными офицерского звания, а также между офицерами и нижними чинами.

## Очная ставка в СССР и Российской Федерации
По советскому и российскому праву на очной ставке могли быть и могут быть соответственно допрошены обвиняемые, подозреваемые, свидетели, потерпевшие (в любом сочетании). Вначале их спрашивают, знают ли они друг друга и в каких отношениях находятся между собой, затем им предлагается дать показания по обстоятельствам, относительно которых имеются противоречия.